# بيرق (تبريز)
بيرق هي قرية في مقاطعة تبريز، إيران. عدد سكان هذه القرية هو 3,703 في سنة 2006.